# Анстранн
Анстранн (Аустрам; лат. Anstrannus, фр. Austranne; умер в 811) — епископ Вердена, возможно, в 806—811 годах.

## Биография
Основной средневековый нарративный источник об Анстранне — «Деяния верденских епископов». Та их часть, где повествуется о нём, была написана в 916 году каноником Бертарием. Из-за произошедшего незадолго до создания рукописи пожара большинство документов из епископского архива было уничтожено. Поэтому Бертарий сообщал об Анстранне только то, что смог узнать из списка глав Верденской епархии и устных преданий. Живший в XII веке хронист Гуго из Флавиньи использовал при создании своей хроники «Деяния верденских епископов», уточнив и дополнив его некоторыми фактами.
Согласно «Деяниям верденских епископов», до своего избрания на епископскую кафедру в Вердене Анстранн был певчим (лат. cantor) в придворной капелле. Возможно, в 776 году он сопровождал короля франков Карла Великого в Рим, когда, по свидетельству франкских анналов, певцы из Франкского государства участвовали в песнопениях на пасхальной службе. Какое-то время Анстранн возглавлял школу певцов в Меце — крупнейшее подобное заведение во владениях Каролингов.
Анстранн стал главой Верденской епархии после смерти Петра и возглавлял её пять лет. Точные даты управления Анстранном епархией неизвестны. Явно являются ошибочными сведения из «Анналов Святого Витона Верденского», согласно которым Анстранн владел епископским саном в 795—800 годах. В хронике Гуго из Флавиньи указано, что Анстранн был епископом в 815—819 годах. Также есть мнение, что он мог возглавлять епархию в 813—818 годах. Скорее же всего, все эти датировки малодостоверны. Вероятно, Анстранн получил епископский сан в 806 году и умер в 811 году. Интронизацию нового епископа провёл его митрополит, архиепископ Трира.
По свидетельству Бертария, Анстранн был известен своими усердием и образованностью. Будучи приближённым правителя франков, епископ чаще находился при императорском дворе, чем во вверенных ему владениях. Тем не менее епископ много сделал для Верденской епархии: возвратил ей часть расхищенного при его преемнике имущества и получил ещё новые привилегии от Карла Великого (включая, доходы от ярмарки в Вердене). Согласно преданиям, Анстранн был инициатором начала почитания верденского епископа Мадальвея как местночтимого святого.
Анстранн был похоронен в верденской церкви Святого Витона, тогда ещё называвшейся церковью Святых Петра и Павла. Его преемником в Верденской епархии был Гериланд.